# 박충선
박충선(한국 한자: 朴忠善, 1964년 1월 15일 ~ )은 대한민국의 배우이다. 1987년 뮤지컬 배우로 첫 데뷔하였고 1989년 연극배우로 데뷔하였다.

## 학력
- 중앙대학교 연극영화학 학사

## 출연작

### 영화
- 1989년 《오! 꿈의 나라》... 태호 역
- 1992년 《가슴에 돋는 칼로 슬픔을 자르고》... 사내 역
- 1995년 《영원한 제국》... 좌승지 역
- 1995년 《꼬리치는 남자》... 계란 도사 역
- 1996년 《돼지가 우물에 빠진 날》... 선배 문인 2 역
- 1996년 《꽃잎》... 경운기 사내 역
- 1996년 《축제》... 오시인 역
- 1998년 《크리스마스에 눈이 내리면》... 천문대 연구원 역
- 1999년 《유령》... 이태준 역
- 2000년 《하면 된다》... 피켓맨 1 역
- 2000년 《불후의 명작》... 촬영기사/마술사 역
- 2002년 《굳세어라 금순아》... 크라운파 어깨 1 역
- 2003년 《선택》... 본인 역
- 2003년 《튜브》... 항모 역
- 2003년 《해피 에로 크리스마스》... 파출소장 역
- 2004년 《슈퍼스타 감사용》... 오 과장 역
- 2005년 《엄마》... 허수아비 역
- 2005년 《혈의 누》... 장학수 역
- 2005년 《간 큰 가족》... 짱깨 주인 역
- 2005년 《이대로, 죽을 순 없다》... 박 형사 역
- 2006년 《어느날 갑자기 네 번째 이야기 - 죽음의 숲》... 사냥꾼 역
- 2006년 《예의없는 것들》... 서 형사 역
- 2007년 《이브의 유혹 - 엔젤》... 반장 역
- 2009년 《로니를 찾아서》... 삼룡 역
- 2008년 《허밍》... 경비원 역
- 2010년 《대한민국 1%》... 박 상사 역
- 2010년 《된장》... 국장 역
- 2011년 《나는 아빠다》... 조 사장 역
- 2011년 《블라인드》... 반장 역
- 2011년 《결정적 한방》... 김 비서 역
- 2012년 《후궁: 제왕의 첩》... 승전색 역
- 2014년 《내 연애의 기억》... 은진 부 역
- 2014년 《소녀괴담》... 세희 부 역
- 2014년 《덕수리 5형제》... 파출소장 역
- 2015년 《내 심장을 쏴라》 ... 우울한 청소부 역
- 2015년 《헬머니》 ... 본부장 역
- 2015년 《소수의견》 ... 검사장 역
- 2015년 《조선마술사》 ... 염부사 역
- 2016년 《순정》 ... 범실 부 역
- 2016년 《우리 연애의 이력》 ... 성 감독 역
- 2016년 《특근》 ... 사장 역
- 2017년 《재심》 ... 택시회사 상무 역
- 2017년 《왕을 참하라》 ... 상선 역
- 2017년 《대립군》 ... 대신 1 역
- 2018년 《1급기밀》 ... 정광우 기자 역 (우정출연)
- 2018년 《궁합》 ... 장내시 역
- 2018년 《명당》 ... 정만인 역
- 2020년 《디바》 ... 협회장 역

### 드라마
- 2000년 KBS2 《꼭지》... 상국 역
- 2002년 KBS2 《매직키드 마수리》... 마패 역
- 2004년 SBS 《선택》
- 2005년 KBS2 《마법전사 미르가온》... 마패 역
- 2006년 KBS2 《드라마시티 - 안개시정거리》 ... 경찰 역
- 2008년 MBC 《코끼리》 ... 교장 선생님 역
- 2008년 드라맥스 《크라임 시즌 2》
- 2008년 SBS 《신의 저울》... 조 형사 역
- 2010년 MBC 《된장 군과 낫토 짱의 결혼 전쟁》... 마 교수 역
- 2011년 EBS1 《꾸러기 천사들》... 박기사 선생님 역
- 2011년 KBS2 《오작교 형제들》... 지능수사범죄팀 팀장 역
- 2011년 MBC 《나는 살아있다》... 구덕현 역
- 2011년 ~ 2012년 KBS1 《광개토태왕》... 계송 역
- 2013년 MBC 《황금 무지개》... 경찰서 형사과 팀장 역
- 2014년 KBS1 《정도전》... 박수무당 역
- 2014년 OCN 《귀신 보는 형사 처용》... 김성훈 역
- 2014년 KBS2 《마법 천자문》... 보리도사 역
- 2014년 MBC 《압구정 백야》... 점쟁이 역 (특별출연)
- 2015년 MBC 《여왕의 꽃》 ... 최영남 역
- 2015년 MBC Every1 《0시의 그녀》 ... 도사 역 (특별출연)
- 2015년 MBC 《그녀는 예뻤다》 ... 김중섭 역
- 2015년 웹드라마 《고품격 짝사랑》 ... 특별출연
- 2016년 tvN 《피리부는 사나이》 ... 노경석 역
- 2016년 KBS2 《동네변호사 조들호》 ... 홍윤기 역
- 2016년 MBC 《W》 ... 강철의 아버지 역
- 2016년 tvN 《싸우자 귀신아》 ... 국립과학수사대 부검의 역 (특별출연)
- 2016년 SBS Plus 《유부녀의 탄생》 ... 영희 부 역
- 2017년 MBC 《세가지색 판타지 - 생동성 연애》 ... 의사 역 (특별출연)
- 2017년 tvN 《크리미널 마인드》 ... 지수철 역
- 2017년 MBC 《로봇이 아니야》 ... 조지아의 아버지 역
- 2018년 OCN 《그남자 오수》... 지구대장 역
- 2018년 tvN 《나인룸》 ... 판사 역 (특별출연)
- 2018년 OCN 《신의 퀴즈: 리부트》 ... 한치수 역 (특별출연)
- 2019년 MBC 《아이템》
- 2019년 MBC 《더 뱅커》
- 2019년 tvN 《60일, 지정생존자》 ... 고영목 역
- 2019년 tvN 《날 녹여주오》 ... 미란 부 역
- 2020년 OCN 《루갈》 ... 오 과장 역
- 2020년 JTBC 《부부의 세계》 ... 마강석 역
- 2021년 OCN 《타임즈》 ... 최 비서관 역
- 2021년 tvN 《어사와 조이》 ... 대제학 역
- 2022년 MBC 《비밀의 집》 ... 백상구 역
- 2022년 tvN 《멘탈코치 제갈길》 … 무태와 가을의 아버지 역
- 2025년 MBC 《친절한 선주씨》 ... 피수일 역

### 광고 내역
- 현대해상화재보험 하이카